# Plamen (soutěž)

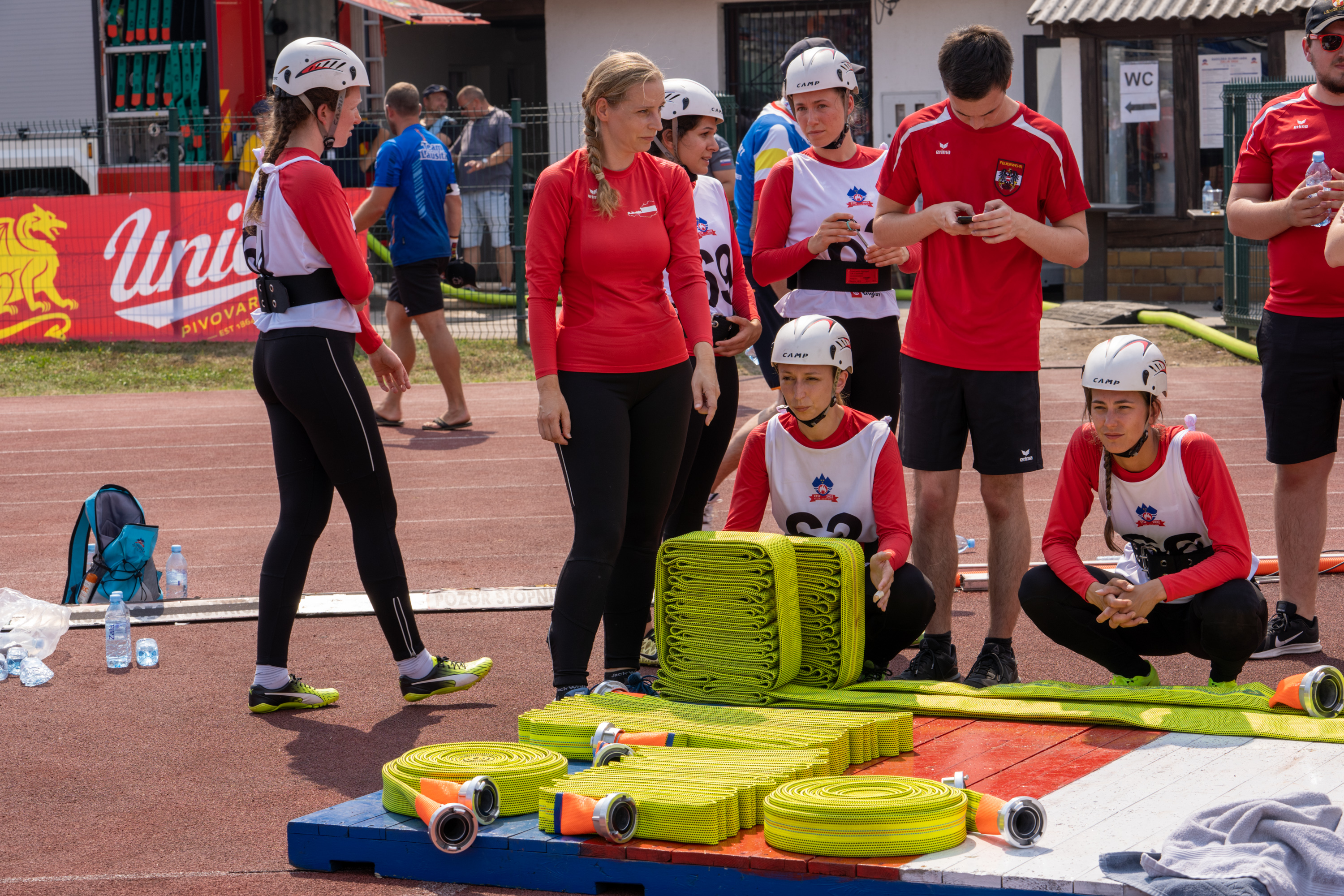
Příprava na požární útok

Plamen je celorepubliková soutěž v požárním sportu. Cílem hry je rozvíjet dětské znalosti, dovednosti a vědomosti v oblasti požární ochrany. Jedná se o celoroční mimoškolní aktivitu dětí se zájmem o požární sport. Hra plamen vznikla v roce 1972 a od té doby se každoročně pravidelně opakuje. Hra byla od počátku organizována pro mladé hasiče, členy Svazu požární ochrany a posléze nástupnické organizace Sdružení hasičů Čech, Moravy a Slezska. 

## Podmínky účasti
Hra Plamen je určena pro nejméně devítičlenné kolektivy mladých hasičů. Družstva mohou být složena z dětí obou pohlaví ve věku do 15 let. Za každé družstvo může soutěžit maximálně 10 členů. Každý sbor dobrovolných hasičů může sestavit i více družstev než jedno (záleží na počtu dětí). Každý mladý hasič smí v jednom ročníku hry reprezentovat pouze jeden kolektiv. Při dodržení stanovených podmínek jsou samozřejmě také možné přestupy mladých hasičů do jiných kolektivů.

## Kategorie družstev
Soutěží se v kategoriích rozdělených podle věku účastníků.
- přípravka (3 - 6 let)
- mladší žáci (6 - 11 let)
- starší žáci (11 - 15 let)

V kategorii mladších je doporučený minimální věk 6 let, ale zúčastnit se mohou i děti mladší, horní hranice je 11 let. Starší kategorie je vymezena věkem 11 – 15 let, ale zúčastnit se mohou také i děti mladší. K 1. 9. (včetně) nesmí v roce zahájení nového ročníku hry soutěžící mladší kategorie dovršit 11 let, v kategorii starších 15 let. (Dětem mladším 6let se nedá vystavit členský průkaz SH ČMS, ale vztahuje se na ně pojištění.)

## Struktura hry
Okresní kolo – konec května

Krajské kolo – během června 

MČR hry Plamen – začátek července

Mezinárodní kolo

Na krajské kolo postupuje, v každém kraji odlišný, počet družstev z kategorie starších. Na MČR hry Plamen postupují jen vítězové krajských kol.

## Disciplíny hry

### Požární útok

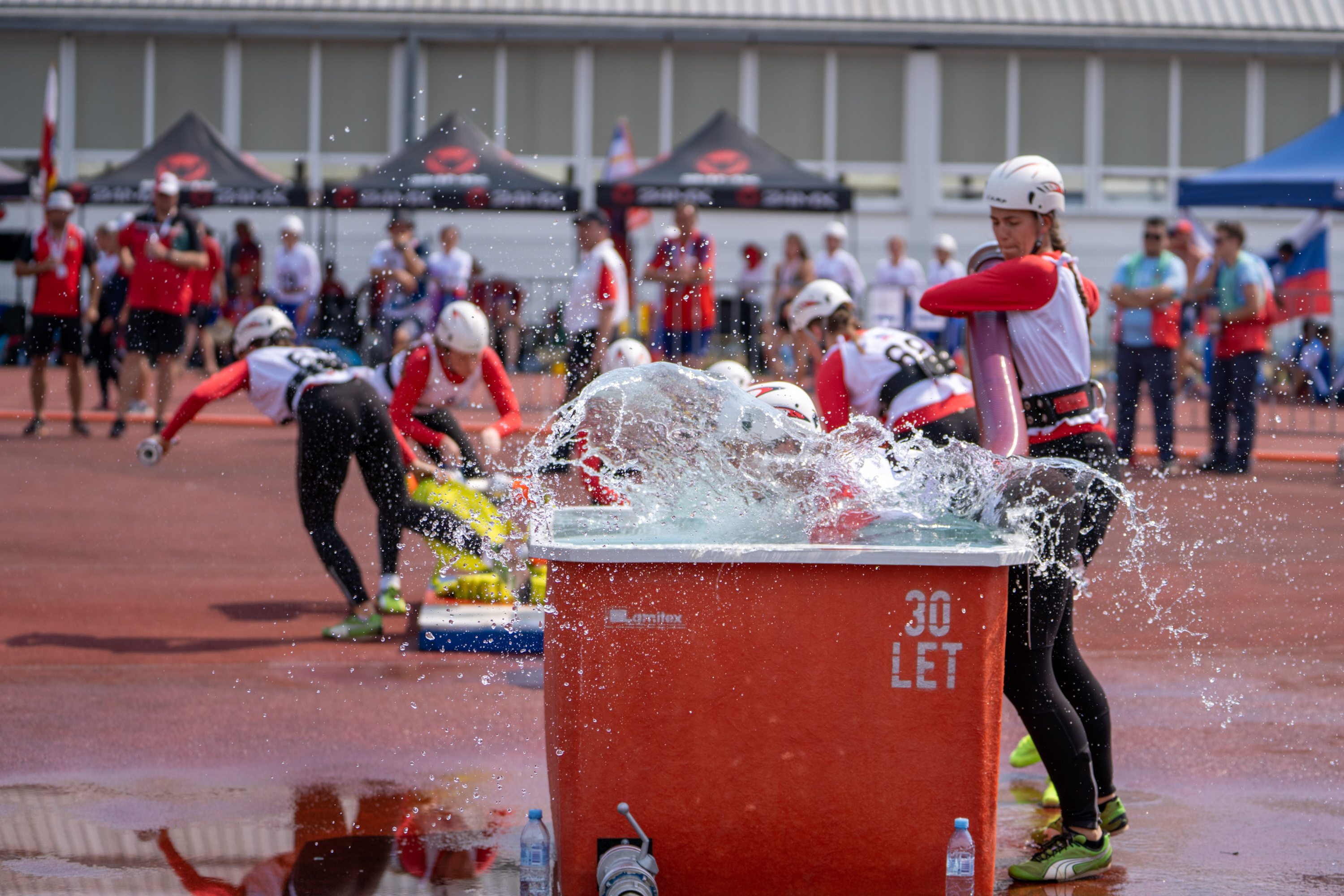
Požární útok

Požární útok provádí 7 členů družstva. Družstva mají buď jeden, nebo dva pokusy, přičemž se jim započítává lepší čas. Mladším kategoriím je přiřazen dospělý strojník, u starších družstev je strojníkem jeden člen z družstva. Kategorie mladších má také připevněné savice na motorovou stříkačku, starší si savice připevňují sami, jinak je provedení disciplíny stejné: po odstartování běží celé družstvo od startovní čáry k základně s nářadím. Členové mají rozděleny úkoly – část má na starost sestrojení sacího vedení pro nasání vody z nádrže, druhá část zapojuje hadice typu B a C na stříkačku, do rozdělovače a poté na ně zapojuje proudnice typu C. Po zapojení všech hadic se tato část družstva vydává k terčům, které proudaři zdolají buď bezprostředním sražením nebo nastříkáním 10 litrů vody. Disciplína je ukončena teprve, pokud jsou oba proudy úspěšné. 

### Požární útok s překážkami CTIF

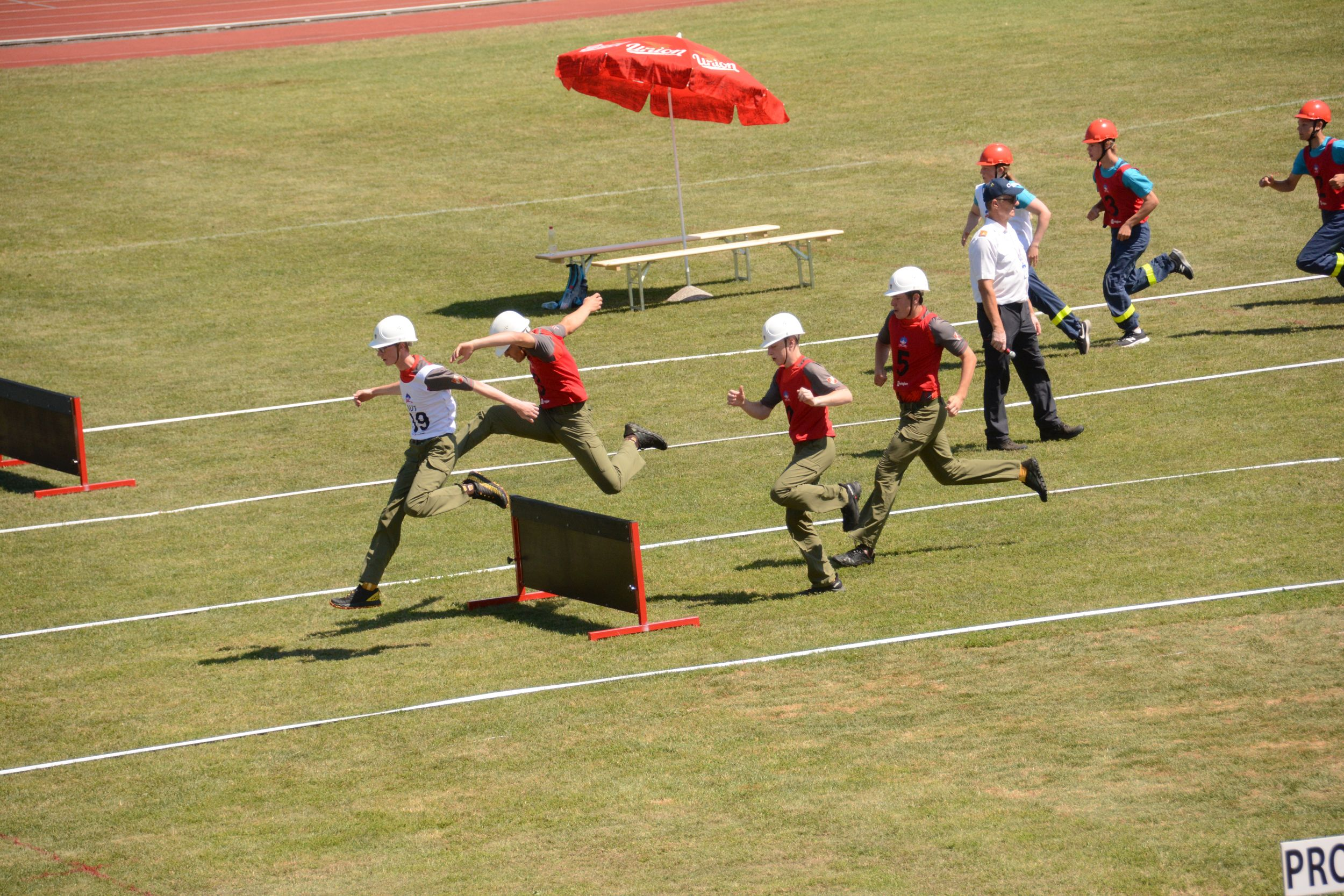
Požární útok CTIF na Hasičské olympiádě v Celje 2022

Této disciplíny se účastní 9 členů družstva, z nichž jeden je velitel. Před přípravou velitel podá hlášení. Celé družstvo postupně překonává několik překážek: vodní příkop, bariéru, tunel a lávku. Všechny překážky musí první překonat velitel. V tomto prvním úseku jsou družstvem rovnoměrně rozmístěny hadice. V druhém úseku jsou umístěny 2 džberové stříkačky, se kterými musí družstvo zdolat nástřikové stěny. Třetí úsek zahrnuje vázání uzlů a přiřazování technických prostředků. V posledním úseku podává velitel družstva hlášení rozhodčímu disciplíny o ukončení disciplíny. 

### Štafeta na 4 × 60 metrů s překážkami
Družstvo je rozděleno na dvě štafety po 4 lidech. Každá štafeta má jeden pokus, započítává se čas lepší štafety. Každý z členů štafety zdolává jeden ze 4 úseků: přeběhnutí kladiny, zdolání překážky, přemístění přenosného hasicího přístroje, zapojení požárních hadic. Po každém úseku si mezi sebou jednotliví členové štafety předávají proudnici, kterou poslední člen, zapojující hadice, dopraví do cíle.

### Štafeta CTIF
Štafetu o celkové délce 400 metrů provádí devítičlenné družstvo. Každý závodník běží jeden z devíti úseků v pořadí:
překonání žebříkové stěny, volný běžecký úsek,
přenos požární hadice, volný běžecký úsek,
podběhnutí laťky,
překonání lehkoatletické překážky, přemístění přenosného hasicího přístroje, volný běžecký úsek, zapojení hadic.

### Štafeta požárních dvojic

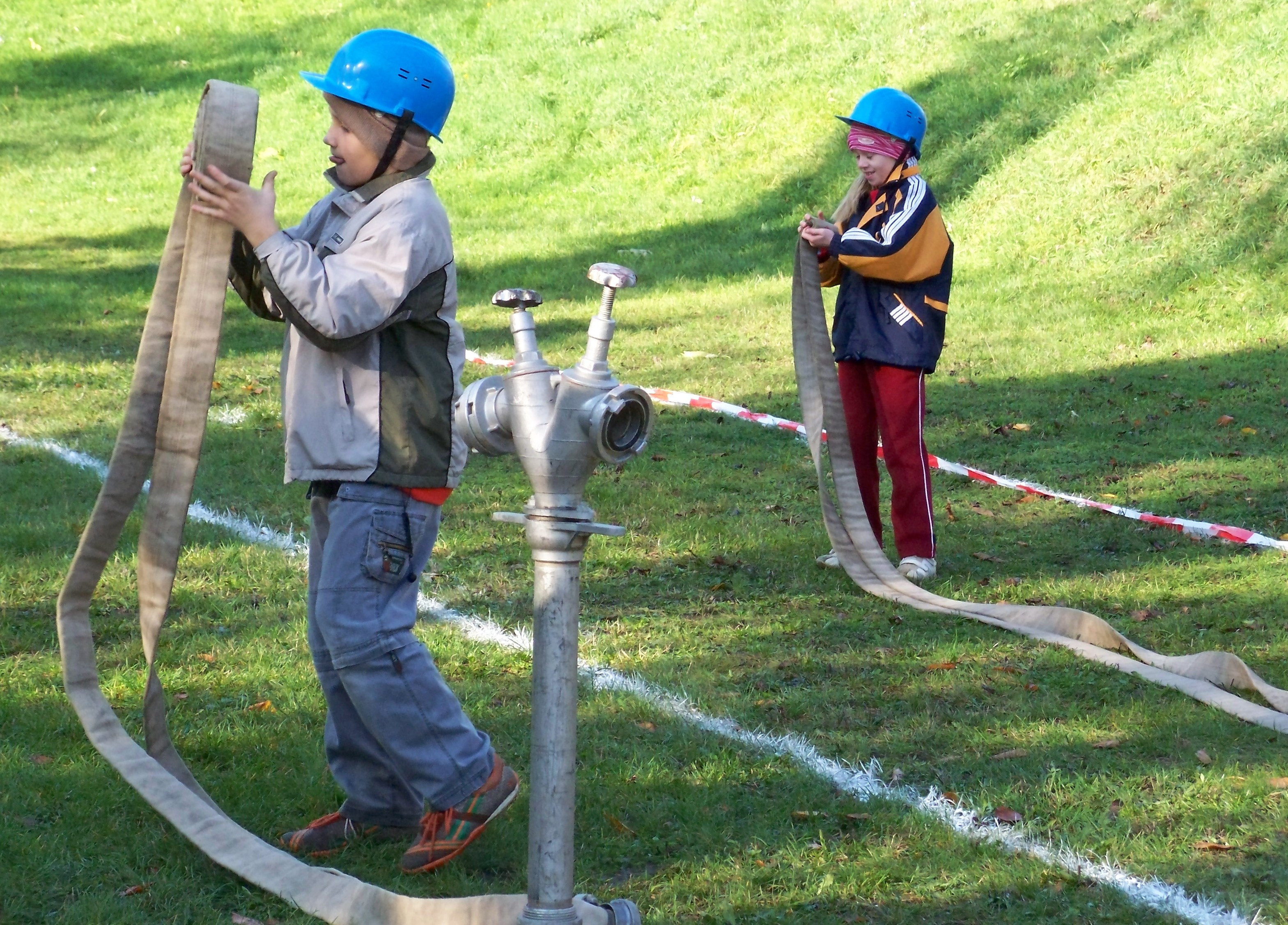
Štafeta požárních dvojic

Jedná se o disciplínu určenou pro mladší a starší žáky. První člen družstva (tzv. velitel) oběhne metu vzdálenou 35 metrů od startu. Po jeho návratu vybíhá druhá dvojice. Jeden závodník uchopí proudnici, druhý hadici. U hydrantového nástavce napojí hadici do hydrantu a na druhý konec hadice napojí proudnici a vedení natáhnou. Poté oběhnou metu a vrací se do cíle. Druhá dvojice oběhne metu, odpojí nářadí od hydrantu a donese hadici a proudnici do cíle.